# Wabeladio Payi
David Wabeladio Payi (né le 15 janvier 1957 à Ngombe Lutete dans la région du Bas-Congo en république démocratique du Congo, et mort le 4 avril 2013 en Turquie) est l'inventeur du  mandombe, une écriture négro-africaine. Il fut professeur à l'université Simon Kimbangu à Kinshasa et directeur-président du Centre de l’Écriture Négro-Africaine (CENA).

## Décoration
- honoris causa[1]